# Sent
Sent svájci falu Graubünden kantonban a Svájci-Alpokban. 2015. január 1-e előtt önálló község volt, akkor Ardez, Guarda, Tarasp és Ftan falvakkal együtt Scuol község részévé vált.

## Fekvése
Az olasz határ mentén fekszik. Sent Valsot, Ftan, Ramosch, Scuol, Curon Venosta és Malles Venosta településekkel határos.

## Története
A Sentről először 930-ban történik említés, amikor I. Henrik német király elküldte Hartpert ramosch-i papot a vicus (magyarul: tanya) Sindesi templomba. Nem világos, hogy a Szent Péter-templomra vagy a Szent Lőrinc-templomra gondolt-e. A 19. század végéig az Engadin összes faluja közül Sentnek volt legmagasabb a lakosságszáma.

## Népesség
Sent népességtörténete:
| év   | népesség |
| ---- | -------- |
| 1835 | 1,122    |
| 1850 | 941      |
| 1900 | 966      |
| 1930 | 782      |
| 1950 | 810      |
| 1970 | 704      |
| 1980 | 696      |
| 1990 | 770      |
| 2000 | 865      |
| 2010 | 908      |

## Fordítás
- Ez a szócikk részben vagy egészben  a   Sent című angol Wikipédia-szócikk ezen változatának fordításán alapul.  Az eredeti cikk szerkesztőit annak laptörténete sorolja fel. Ez a jelzés csupán a megfogalmazás eredetét és a szerzői jogokat jelzi, nem szolgál a cikkben szereplő információk forrásmegjelöléseként.